# ألبرت ليفي
ألبرت ليفي (بالفرنسية: Albert Lévy) هو مصور فرنسي، ولد في 1847 في باريس في فرنسا، وتوفي في 1907.